# Georg Pflug
Georg Christian Pflug (* 10. Juni 1951 in Wien) ist ein österreichischer Statistiker. Kerngebiet seiner Forschung sind Optimierungsprozesse, die Risikoschätzung, Risikoquantifizierung und Risikomanagement.

## Leben
Nach dem Mathematik- und Jusstudium promovierte Pflug 1975 in Mathematik und Statistik bei Leopold Schmetterer. 1981 wurde Pflug habilitiert. Von 1982 bis 1988 war Pflug Professor an der Universität Gießen und seit 1988 ist Pflug Professor an der Universität Wien am Institut für Statistik und Decision Support Systems (ISDS). Pflug war Gastprofessor an unterschiedlichen Universitäten, darunter University of California (1993 and 2006), Universität Rennes I (1994), Technion (1998) sowie an der Princeton University (2001). Von 2008 bis 2010 war Pflug Dekan der Fakultät für Wirtschaftswissenschaften der Universität Wien.

## Werke
- Pflug G.Ch., Pichler A. Multistage Stochastic Optimization. Springer, 2014
- Pflug, G. Ch.: Modeling, Measuring and Managing Risk. (CA: W. Römisch), 301 pages, World Scientific 2007, ISBN 9789812707406
- Pflug, G. Ch.: Asymptotic ruin probabilities for dependent claims, Müller, Alfred. - Karlsruhe, Inst. für Wirtschaftstheorie und Operations-Research, 2000
- Pflug, G. Ch.: Non-standard limit theorems for urn models and stochastic approximation procedures Kanëvskij, Jurij M. - Laxenburg : IIASA, 1995
- Pflug, G. Ch.: Stochastic approximation and optimization of random systems, Basel : Birkhäuser, 1992
- Pflug, G. Ch.: Stochastische Modelle in der Informatik, Stuttgart, Teubner, 1986